# 函館港
41°28′26″N 140°42′38″E / 41.47389°N 140.71056°E

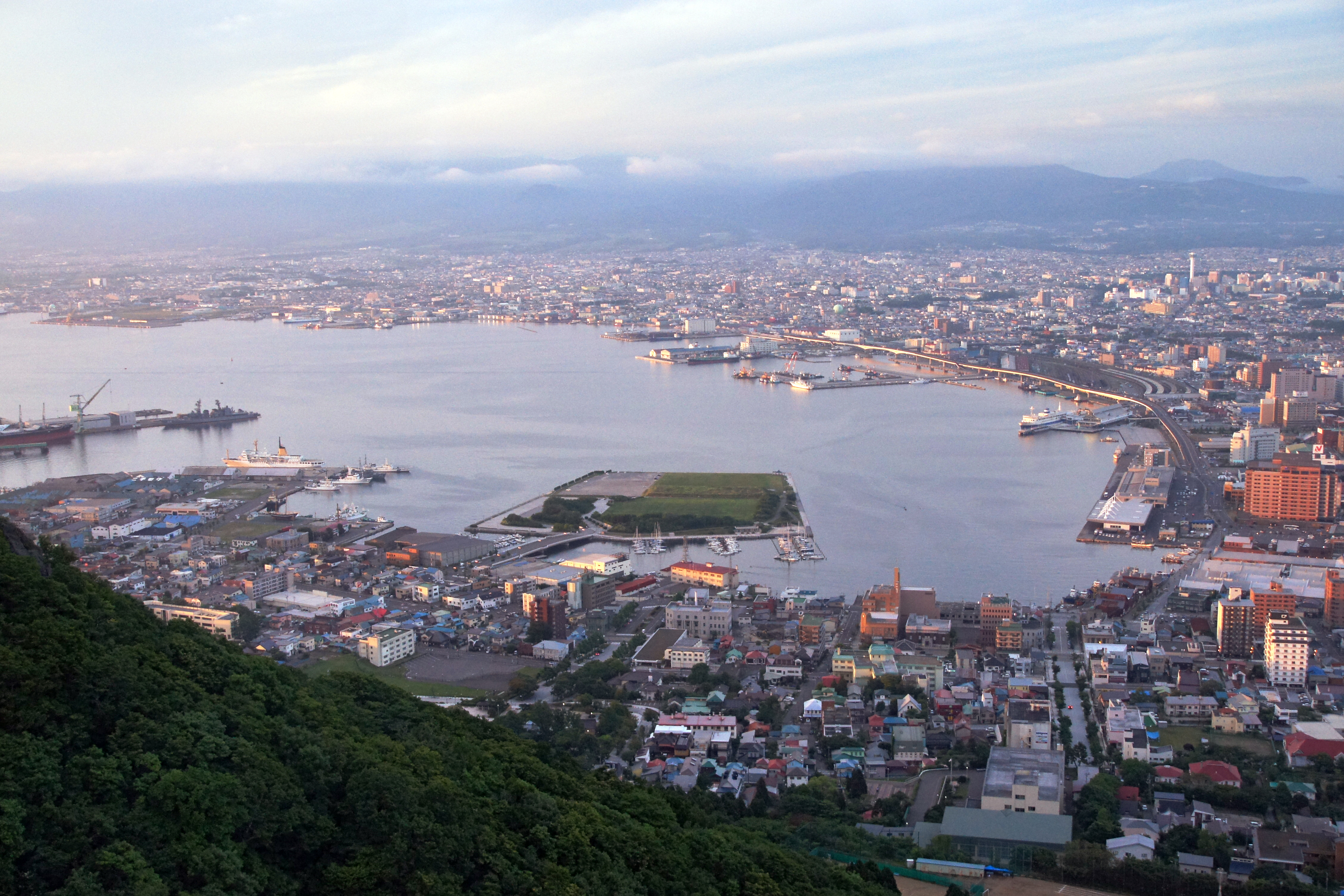
函館港

函館港（はこだてこう）是位於日本函館市的一個港口。面向函館灣。港灣管理者是函館市。在港灣法上，函館港被指定為重要港灣。在港則法上，函館港則被指定為特定港。

## 概要

自元町、八幡坂處看到的函館港

函館港是一座波浪較少的天然良港，自中世時期開始就開闢為港口。在江戶時代，函館港是北前船的停留地。自明治時代之後，函館港則是北海道的玄關及北洋漁業的本據地，十分繁榮。現在函館港主要是一座日本國內貿易港口，主要出口的貨物是水泥和石材，主要進口的貨物則是石油製品和廢棄物。函館港的貨物貿易量在北海道所有的港口中僅次於苫小牧港，位於第二位。另外為了處理港灣內部堆積的大量砂土，函館港利用疏浚得到的砂土在港灣南部填海出了面積約為8公頃的人工島綠之島。

## 歷史

### 海外開港以前
函館灣內的箱館一帶在過去被稱為宇須岸（うすけし），在15世紀時期由河野氏統治。雖然受到愛努人攻撃的影響，貿易曾一度減少。但在16世紀早期時，若狹國的商船每年都會到達宇須岸三次，海岸上有不少批發商。宇須岸是一座天然良港，貿易曾十分繁榮。但在1512年，宇須岸被愛努人攻擊。之後日本人主要聚集在松前和上之國，宇須岸陷入衰退。
在18世紀早期，松前藩將龜田劃為和人地的東限。當時在函館灣沿岸，箱館已有無人居住的房屋，並且在這一時期開始，箱館的名稱自宇須岸改為箱館湊。但相比之下，流入函館灣的龜田川河口一帶的龜田湊更加繁榮。然而據1717年（享保2年）《松前蝦夷記》的記載，由於砂土的流入，廻船已經無法停留在龜田湊。取而代之的是，箱館湊逐漸得到了開發。在箱館，龜田半島南岸生產的海帶是最主要的貿易商品。在享保年間，自松前藩將當地的貿易經營改為城堡制之後，貿易活動更加興盛，入港的船舶也增加了。
箱館湊除了是松前城下近郊採獲的海帶的貿易港之外，也是蝦夷地東部貨物輸入進入和人地的貿易港，港口實現了飛躍性的發展。因此在1741年，龜田番所由龜田遷至箱館。另外在1785年，在箱館還設置了長崎俵物會所，箱館成為北國的海產品的集荷據點
。據《東遊記》記載，和松前及江差相比，無論風向如何，箱館湊都利於船舶停靠。進入19世紀後，幕府於1801年（享和元年）在內澗町開鑿了水渠。在1804年（文化元年）修建了人工島，並且在島上建造了造船廠，1811年（文化8年）又修建了沖之口番所。被任命為蝦夷地御用定雇船頭的高田屋嘉兵衛以箱館為據點，開展箱館和國後島、擇捉島、根室之間的貿易，對箱館的發展做出了貢獻。

### 開港之後

#### 幕末

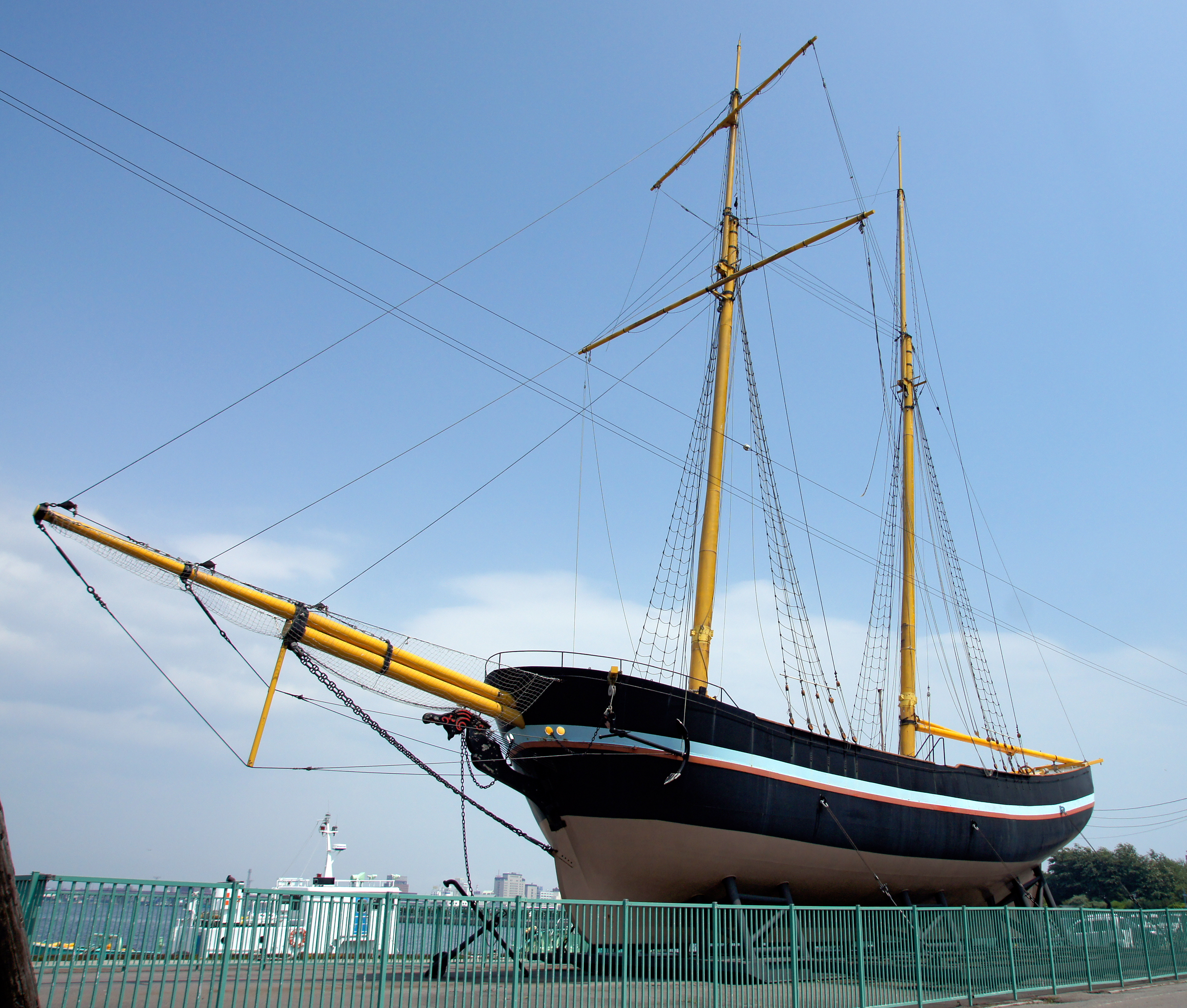
於1855年為強化箱館湊的警備體制而建造的箱館丸（復原船）

1854年3月31日，日本和美國簽訂日美和親條約，箱館於同日開港。在開港之後，馬修·培理率領旗艦以下的5艘船隻在同年5月17日進入箱館湊，進行測量等工作，當時有多位船員都認為箱館頗為類似伊比利亞半島先端的直布羅陀。在這一條約簽訂翌年的1855年，由於箱館已作為燃料、水和食物的補給港開港，江戶幕府將箱館附近改為直轄領地，並設置箱館奉行。為了加強港口的防衛和外交，還搬遷了奉行所。1859年，在安政條約簽訂之後，幕府在沙洲的中央開鑿了南北方向的水渠，使得用於搬運物資的小船得以通航。同年7月1日，箱館正式對各國開港。在開始和外國進行貿易之後，箱館主要的貿易品是對英國和美國出口魷魚絲和海帶等產品，但箱館的貿易額要遠低於横濱港及長崎港。

#### 近代
在明治維新之後，箱館於1869年被劃入開拓使管轄，改名為函館港。自1879年開始，進行了港湾整備的調査。根據擔當的內務省技師羅文霍斯特·穆爾德爾（Anthonie Thomas Lubertus Rouwenhorst Mulder）的提案，新政府改變了龜田川的河道，改使其流入面向津輕海峽的大森濱，以防止泥沙流入港口。在同年，開拓使將青函航路的運營委託給三菱會社，但業者對三菱的評價卻不高。1882年，開拓使被廢止之後，開拓使的業務被移交至農商務省，船舶也被借給北海道運輸會社。同年，在北海道運輸被合併入共同運輸會社之後，共同運輸會社也開始經營青函航路的業務，並和三菱之間展開激烈競爭。為防止兩家公司都陷入倒閉，經過政府的仲裁，1885年9月，兩家公司合併，並設立了日本郵船株式會社。

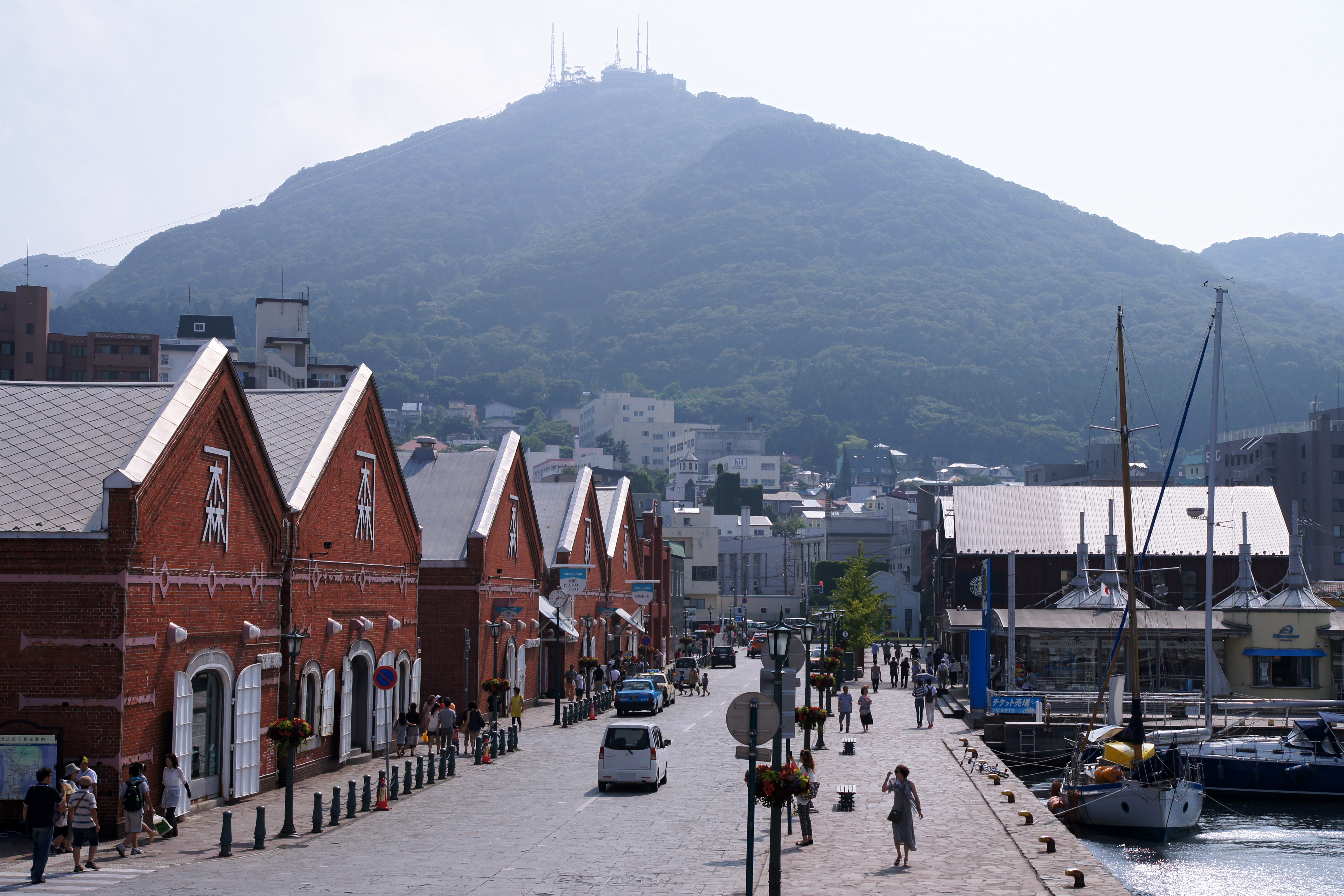
末廣町、西波止場的金森紅磚倉庫，背景是函館山

1896年（明治29年）開始，函館港開始了大規模築港工作，政府對港內進行疏浚，並且設置了砂防堤、防波堤、燈塔，並且填海修建了碼頭。1907年（明治40年），函館港被指定為第二種重要港灣。在翌年的1908年（明治41年），隨著國鐵開設了青函連絡船，函館港成為連接北海道和本州之間的港口，地位更加重要。另外在1907年（明治40年），隨著日俄漁業條約的簽訂，日本在俄羅斯領海內的漁業權得到擴大。函館港在大正時代作為北洋漁業的據點，海產品的出口十分發達。在第二次世界大戰中，函館港扮演了將北海道的煤炭運往本州的角色。在1945年7月，美軍對函館港進行空襲，12艘連絡船幾乎全部被毀。

#### 戰後
在1951年，函館港被指定為重要港灣，同時也被適用於港灣運送事業法。此外基於出入國管理令，政府規定有外國人出如的港口需按照檢疫法管理，函館港被指定為檢疫港。函館港自1952年開始修築的中央碼頭也在1958年完成。在此期間，於1953年，函館港被移交給函館市管理。1952年，隨著北洋漁業重新開始，函館港的大馬哈魚、鱒魚漁業一度重新發達。但在1977年，蘇聯設定專屬經濟區之後，函館港的北洋漁業據點的地位也宣告結束。函館近海的烏賊捕撈的風景被稱為函館象徵之一，但烏賊漁業在1950年代到達高峰之後也陷入蕭條。

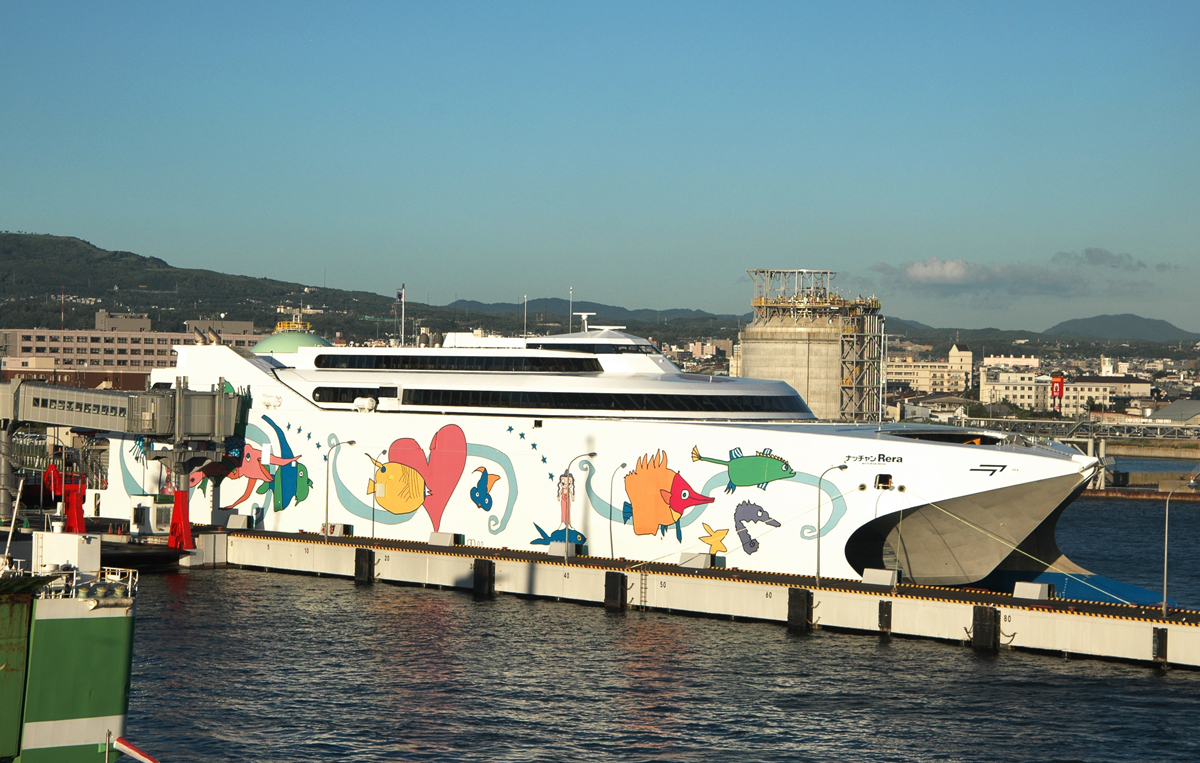
停靠在函館港的ナッチャンRera

在1964年（昭和39年），函館港開通了和大間港（現青森縣大間町）之間的航線。1967年（昭和42年），道南海運（後改名為東日本渡船，現在的名稱是津輕海峽渡船）開通了函館港和青森港之間的渡船。另外在1974年，萬代碼頭開始投入使用。另一方面，在1988年，隨著青函隧道的開通，青函連絡船結束了其歷史任務。1991年開始，函館港開始在港町地區修建大型公共碼頭。在2002年和2003年，水深達14米和12米的碼頭分別開始投入使用。在2007年和2014年，為對應為渡輪公司開始使用新型高速船和大型船，函館港啟用了新的客運渡輪樞紐。

## 港口現狀
客運是函館港的主要機能之一。現在有兩家渡輪公司經營函館港和其他港口之間的定期航線。津輕海峽渡輪公司經營有函館港至青森港和函館港至大間港的航線。青森和函館之間每天有8艘往返客船，而青森和大間之間每天有兩艘往返客船。而青函渡輪則每天運營有8班往返函館港至青森港的渡輪。在貨運方面，2012年，函館港的總貿易量達到3617萬噸，其中161.7萬噸是外貿，3455.3萬噸是內貿。
在港口設施方面，函館港內水域主要劃分為三條航路。函館港的主要碼頭包括了西碼頭、豐川碼頭、中央碼頭、萬代碼頭、北碼頭、港町碼頭。其中西碼頭和豐川碼頭主要進行水產品貿易，而其他的碼頭的主要貿易產品則多為工業產品或穀物等農業產品。而客運碼頭則集中在港町地區。除了物流機能之外，函館港在近年著重發展觀光、研究、親水、休閒的新的港口機能。

## 外部連結
- 函館市港湾空港部 （页面存档备份，存于）
- インフォ函館 （页面存档备份，存于）